# 托馬斯·斯圖

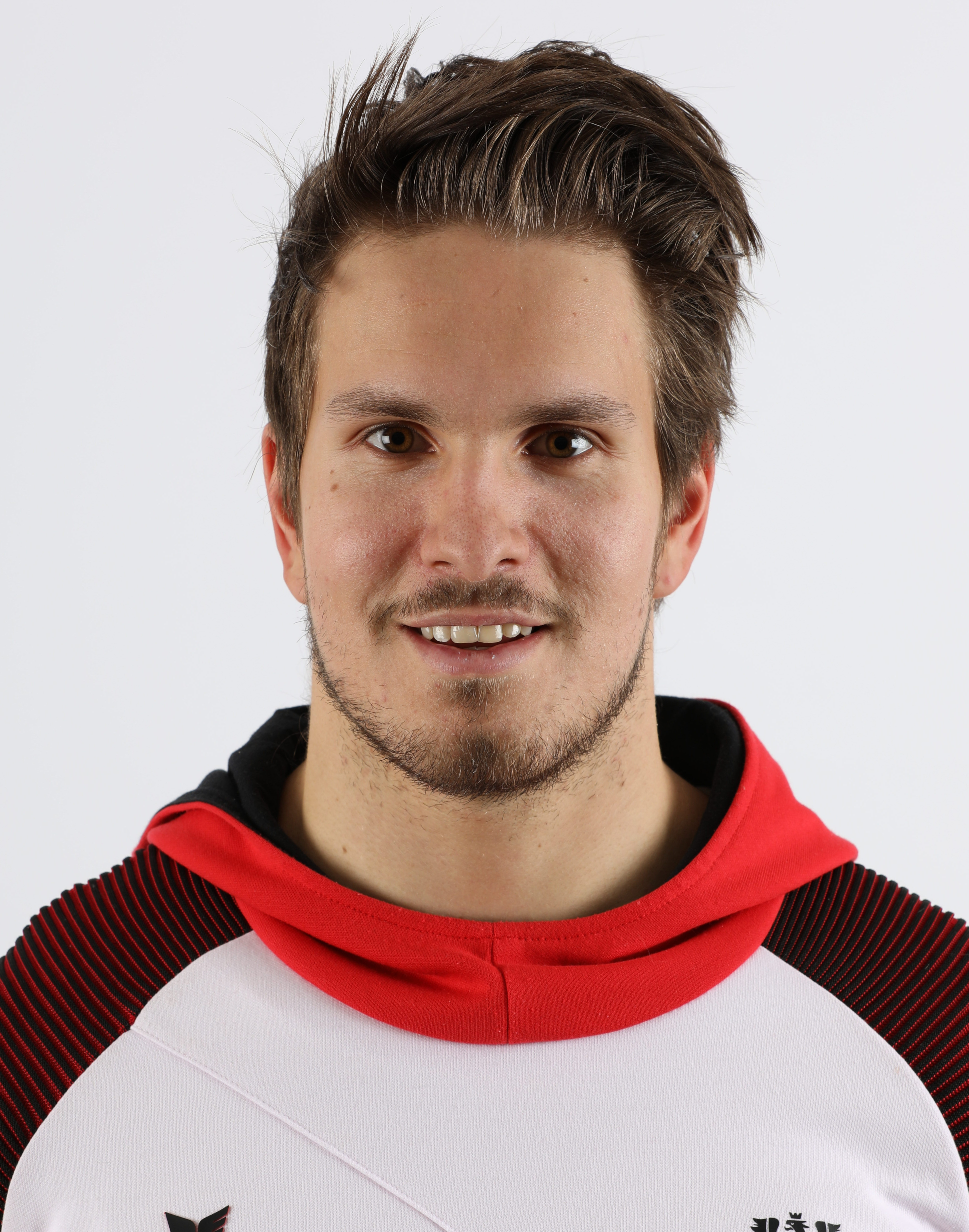
托马斯·斯图，2018年

托馬斯·斯圖（德語：Thomas Steu，1994年2月9日—），奧地利雪橇運動員，他代表奧地利隊參加了中國舉行的2022年冬季奧林匹克運動會，並且在双人雪橇比賽上獲得銅牌。